# 別世界カンパニー
別世界カンパニー（べっせかいかんぱにー、Another World Company）は、演出家・伊木輔を代表とする日本の劇団。（公式には“劇団”と名乗ってはいない）2003年結成。

## 来歴
2001年5月に桐朋学園大学短期大学部芸術科演劇専攻の学園祭上演企画として発足。同年10月に学内小劇場にて『カレッジ・オブ・ザ・ウィンド』（成井豊作）を上演。
2002年1月、別世界プロデュース公演（BPP）として再結成し、《お金のとれる役者》を目指し、1年半に渡り無料公演を行う。
2003年6月のカンパ制での公演をもってBPPとしての活動を終了し、別世界カンパニー（AWC）を旗揚げした。
2008年5周年記念公演として、墨田区曳舟文化センターにてオリジナル書き下ろし作品、『新撰組伝』を上演する。
2010年7周年記念公演として、墨田区曳舟文化センターにて、現在も続く新撰組伝シリーズの起源となる2008年上演の『新撰組伝』を加筆修正した作品、『2010新撰組伝』を上演する。
2018年カンパニー結成15周年。

## 公演作品
- 『銀河旋律/広くてすてきな宇宙じゃないか』（2003年、旗揚げ公演）作・成井豊
- 『なすの庭に、夏。』作・鈴江俊郎
- 『兄帰る』作・永井愛
- 『ワンマン・ショー』作・倉持裕
- 『なすの庭に、夏。』作・鈴江俊郎
- 『黒い空とふたりと』（2004年）作・鈴江俊郎
- 『ラッキー☆ストーカー』
- 『夕鶴』原作・木下順二
- 『かつゑ』
- 『広くてすてきな宇宙じゃないか』（2005年）作・成井豊
- 『大人のユメの創りかた』
- 『神様の住む島国』（2006年）
- 『リベラウィルス』
- 『祈りの詩～コトキレたアトに轟きし祈りの詩～』（2007年）
- 『新撰組伝』（2008年）
- 『タユタラ』
- 『御霊送り』
- 『赤い鳥の居る風景』作・別役実
- 『ロミオ＆ジュリエット』（2009年）原作・ウィリアム・シェイクスピア
- 『新撰組伝～外伝・沖田総司の一生～』
- 『夏の夜の夢』原作・ウィリアム・シェイクスピア
- 『青い鳥』原作・モーリス・メーテルリンク
- 『ロミオ＆ジュリエット』原作・ウィリアム・シェイクスピア
- 『2010新撰組伝』（2010年）
- 『新撰組伝・終章～沖田総司最後の一閃～』
- 『新撰組伝・最終章～宿敵！"人斬り半次郎"と斉藤一～』
- 『ｆａｔｈｅｒ』
- 『桜の園～チェーホフの居た風景を求めて～』原作・アントン・チェーホフ
- 『2010青い鳥』原作・モーリス・メーテルリンク
- 『新説・坂本龍馬』（2011年）
- 『真・坂本龍馬伝』（2012年）
- 『マクベス』原作・ウィリアム・シェイクスピア
- 『アポフィス～人類滅亡への序曲～』
- 『山本八重の一生～語られなかったもう一つの『真実』～』（2013年）
- 『ロミオとジュリエットの喜劇!?』
- 『新撰組伝～新章･150年後最後の武士～』
- 『2014新撰組伝』（2014年）
- 『新撰組伝・希章～最後の新撰組隊士の物語～』
- 『ロミオ＆ジュリエット～破滅・救済～』（2015年）原作・ウィリアム・シェイクスピア
- 『セラピスト』作・古川登志夫
- 『ロミオ＆ジュリエット～中世編・幕末編～』原作・ウィリアム・シェイクスピア
- 『祈りの詩～コトキレたアトに轟きし祈りの詩～』（2016年）
- 『2016青い鳥』原作・モーリス・メーテルリンク
- 『新撰組伝～沖田総司の一生～』（2017年）
- 『ロミオ＆ジュリエット～世界最後の島～』原作・ウィリアム・シェイクスピア
- 『新撰組伝・最終章 生きていた総司～幕末疾走編・明治散華編～』（2018年）
- 『新撰組伝―Xρόνος (クロノス)― 未来邂逅編・歴史破壊編』

## 俳優
- 伊木輔
- 小川曜子
- 島川直子
- 滝口将
- 辰巳雅子
- 布留川翔子